# Papacha

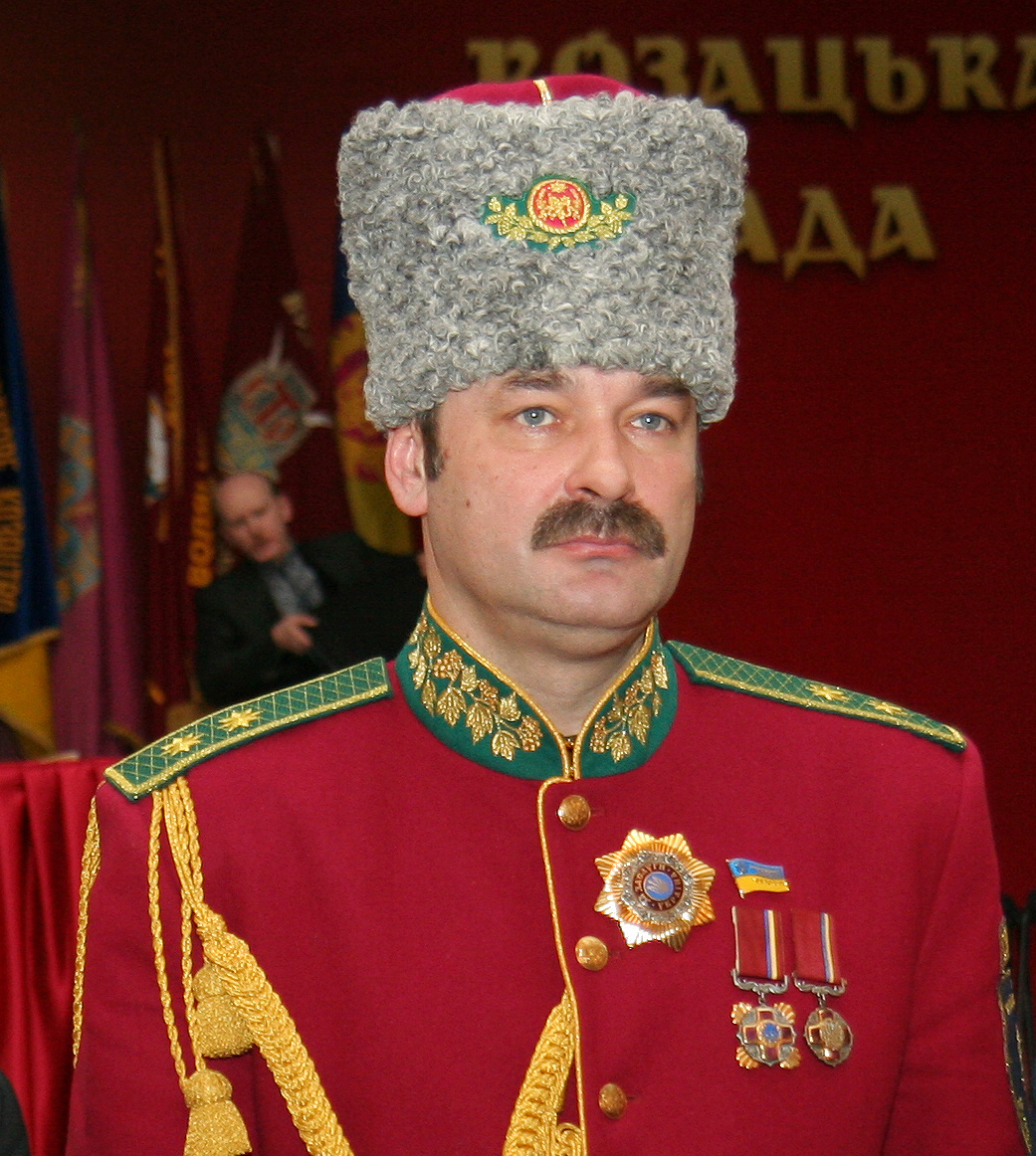
Kozák s papachou na hlavě

Papacha (папа́ха) je čepice tvořící součást kroje kavkazských horalů. Je zhotovena z ovčí vlny (dražší typy z karakulské vlny nebo z vlny kašmírských koz) a má obvykle tvar vysokého válce, existují však také papachy zašpičatělé nebo baňaté, někdy bývají opatřeny stahovacími klapkami na uši. Novodobé papachy mívají zpravidla látkovou podšívku a dýnko. Nízká papacha se nazývá také kubáňka.   
Z Kavkazu se papachy rozšířily také do dalších oblastí ruského impéria, zejména do Střední Asie, ujaly se také mezi obyvateli Polesí. Ve druhé polovině 19. století je začali nosit kozáci, od kterých je do své zimní uniformy převzaly i další složky carské armády. Po říjnové revoluci byly zavrženy jako symbol starého režimu, ale v roce 1936 Josif Vissarionovič Stalin znovu nařídil jejich používání. Kvůli vysoké pořizovací ceně je nosili pouze důstojníci a později i další sovětští prominenti. V roce 1992 byla nahrazena ušankou, v roce 2005 se opět stala součástí plukovnické a generálské uniformy.